# Sphecapatoclea minor
Sphecapatoclea minor är en tvåvingeart som beskrevs av Villeneuve 1912. Sphecapatoclea minor ingår i släktet Sphecapatoclea och familjen köttflugor.
Artens utbredningsområde är Algeriet. Inga underarter finns listade i Catalogue of Life.